# In the Summers
Pour plus de détails, voir Fiche technique et Distribution.
In the Summers est un film dramatique semi-autobiographique américain écrit et réalisé par Alessandra Lacorazza et sorti en 2024.
Le film, premier long métrage de la réalisatrice, remporte le Grand Prix du Jury Dramatique au Sundance Film Festival 2024, et le Grand prix au Festival du cinéma américain de Deauville 2024.

## Synopsis
Le film met en scène Eva et Violeta, deux sœurs qui traversent des vacances estivales difficiles avec leur père.

## Fiche technique
- Titre original : In the Summers
- Réalisation et scénario : Alessandra Lacorazza
- Photographie : Alejandro Mejía
- Montage : Adam Dicterow
- Musique : Eduardo Cabra (en)
- Costumes : Fernando Rodriguez
- Production :
- Sociétés de production :
- Société de distribution : Wayna Pitch (France)[2]
- Pays de production :  États-Unis
- Langue originale : anglais
- Format : couleur
- Genre : drame
- Durée : 95 minutes
- Dates de sortie :
  - États-Unis : 22 janvier 2024 (festival du film de Sundance)
  - France : 9 juillet 2025[2]

## Distribution
- Residente (en) : Vicente
- Sasha Calle : Eva adulte
- Lio Mehiel : Violeta adulte
- Leslie Grace : Yenny
- Emma Ramos : Carmen
- Sharlene Cruz : Camila

## Production
Il s'agit du premier film d'Alessandra Lacorazza, vaguement basé sur son enfance quand elle visitait son père en Colombie pendant les étés.
La production a eu lieu au Nouveau-Mexique et s'est terminée en juin 2023.

## Sortie
Le film reçoit des critiques majoritairement positives de la part des critiques de cinéma. Lovia Gyarke du Hollywood Reporter décrit le film comme « un poème visuel » et loue son jeu d'acteur, mais critique le rythme de l'acte final.
Carlos Aguilar de Variety fait également l'éloge du casting et de l'accent mis sur « les vicissitudes quotidiennes des gens ordinaires », plutôt que sur des protagonistes latinos trop inspirants.
Le film a reçu des critiques majoritairement positives de la part des critiques de cinéma. Sur le site d'agrégation de critiques Rotten Tomatoes, 90 % des 40 critiques sont positives, avec une note moyenne de 7,3/10. Le consensus du site se lit comme suit : « In the Summers se concentre sur des idées émotionnelles même si son récit erre, suggérant un avenir brillant pour la scénariste-réalisatrice Alessandra Lacorazza. ». Metacritic, qui utilise une moyenne pondérée, a attribué au film une note de 84 sur 100, basée sur 10 critiques, indiquant une « acclamation universelle».
Robert Daniels de RogerEbert.com a critiqué le manque de narration centrale forte, l'utilisation de clichés et la distance entre le public et les personnages, écrivant qu'il « a l'air d'un meilleur film ». Cependant, il a fait l'éloge des acteurs, « en particulier Residente (en), à la composition organique », affirmant qu'ils « donnent plus que ce que le scénario offre ».

## Distinctions

### Récompenses
- Festival du film de Sundance 2024 : Grand Prix du Jury[7],[8]
- Festival du cinéma américain de Deauville 2024 : Grand prix et Prix de la Révélation[9]